# Sant Salvador (Avià)
Sant Salvador és una muntanya de 1.157 metres que es troba entre els municipis d'Avià, Capolat i l'Espunyola, a la comarca catalana del Berguedà. Al cim podem trobar-hi un vèrtex geodèsic (referència 280094001) i les restes del monestir de Sant Salvador de Mata.

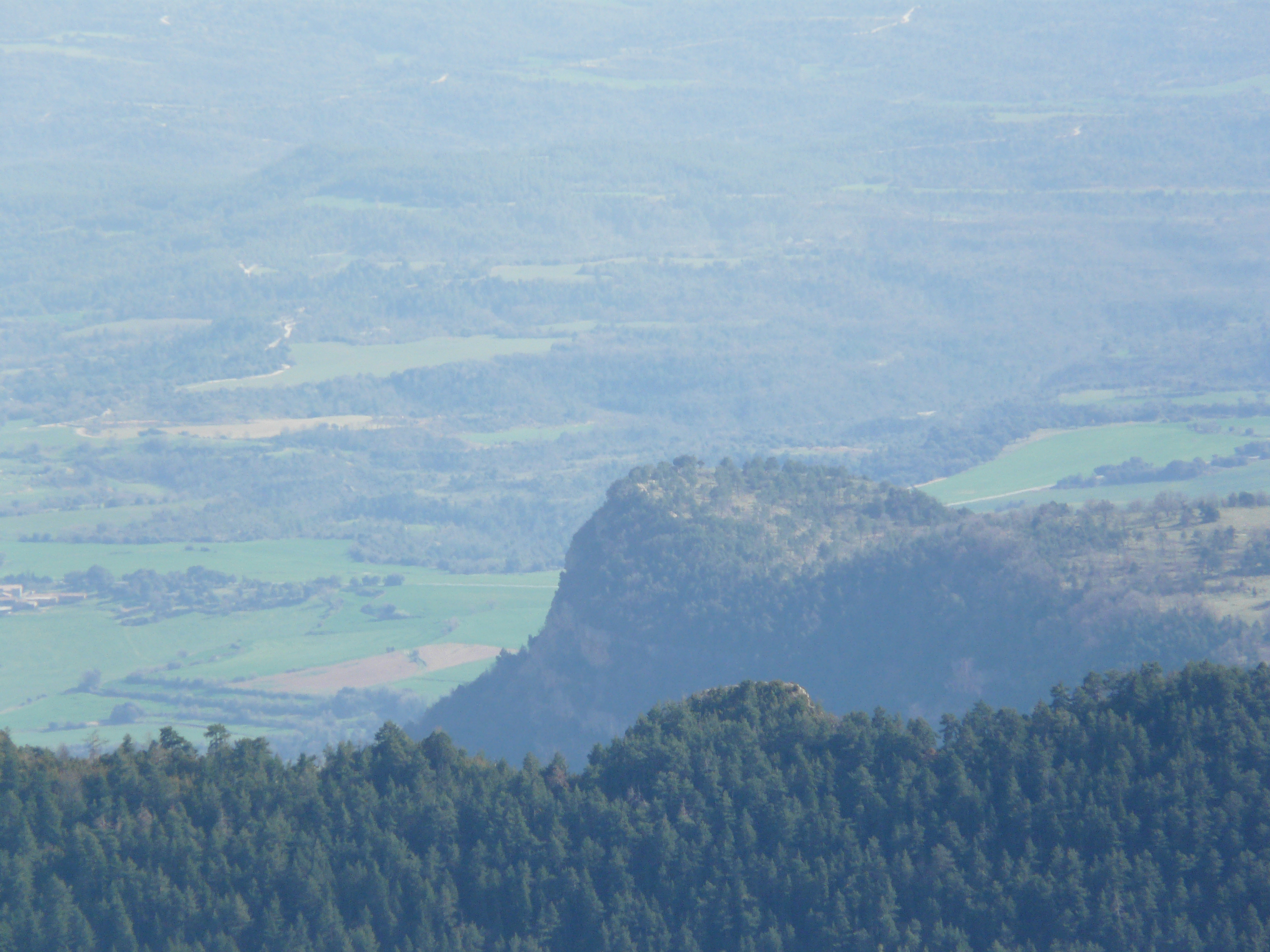
Sant Salvador vist des dels Rasos de Peguera

Aquest cim està inclòs a la Llista dels 100 cims de la FEEC.